# Zhang Feng (zapaśnik)
Zhang Feng (ur. 16 stycznia 1990) – chiński zapaśnik w stylu wolnym. Zajął 19 miejsce w mistrzostwach świata w 2013. Brązowy medalista mistrzostw Azji w 2010 roku.